# چبیاتو
چبیاتو (به لاتین: Trzebiatów) یک شهر در لهستان است که در Gmina Trzebiatów واقع شده‌است.

## خصوصیات
چبیاتو ۱۰٫۱۴ کیلومترمربع مساحت و ۱۰٬۱۹۶ نفر جمعیت دارد.